# 内肋蛤属
内肋蛤属（学名：Endopleura）是唱片蛤科下的一个属。

## 下属物种
本属包括以下物种：
- 内肋蛤 Endopleura lubrica (Gould, 1861)
- Endopleura uchi (Huber) Cuatrec.